# Tiumpan Head Lighthouse
Das Tiumpan Head Lighthouse, deutsch: Tiumpan-Head-Leuchtturm, ist ein Leuchtturm auf der schottischen Hebrideninsel Lewis. 1971 wurde der Leuchtturm in die schottischen Denkmallisten in der Kategorie C aufgenommen.

## Geschichte
Der Vorschlag zur Errichtung eines Leuchtturms am Standort wurde zunächst abschlägig beschieden. Nach Zuspruch der Western Highlands and Islands Commission, welche den Turm auch zum Aufspüren illegaler Fischerei in The Minch nutzen wollte, wurde dem Bau im Mai 1879 schließlich zugestimmt. Der Bau nach einem Entwurf der Ingenieure David Alan Stevenson und Charles Alexander Stevenson wurde mit 9000 £ veranschlagt. Das Unternehmen von John Aitken führte die Arbeiten aus. Die Mechanik wurde von Dove & Co. konstruiert, während die Gebrüder Chance die Optik fertigten. Das Tiumpan Head Lighthouse nahm am 1. Dezember 1900 den Betrieb auf. Den Betrieb stellten drei Leuchtturmwärterfamilien sicher, die in den Wärterwohnungen am Fuße des Leuchtturms lebten. Ergänzend stand in Portnaguran ansässiges Hilfs- und Ersatzpersonal zur Verfügung.
1956 wurde das neue Nebelhorn in einer Zeremonie im Beisein von Königin Elisabeth II., Prinz Charles, der das erste Signal des Horns gab, und Prinzessin Anne in Betrieb genommen. 1985 wurde der Leuchtturmbetrieb automatisiert.

## Beschreibung
Der Leuchtturm befindet sich an dem Kap Tiumpan Head, das den östlichsten Punkt der Doppelinsel Lewis and Harris markiert. Das Leuchtfeuer liegt in einer Höhe von 55 m über dem Meeresspiegel, woraus sich eine Reichweite von 18 Seemeilen (rund 33 km) ergibt. Als Kennung sendet das Tiumpan Head Lighthouse alle 15 Sekunden zwei weiße Blitze. Das Feuer besteht aus einer 250 Watt starken Quecksilberdampflampe. Für den Fall eines, historisch in den Wintermonaten nicht ungewöhnlichen, Stromausfalls greift ein Batterie-versorgter Notbetrieb. Für das Auftreten von länger andauerndem Stromausfall stand außerdem ein Paraffin-Feuer zur Verfügung. Zum Betrieb der Rotationsmechanik war ein gravitationsgetriebenes Laufwerk installiert, dass jede 35 Minuten „aufgezogen“ werden musste.
Drei Kompressoren und Dieselmotoren stellten den Betrieb des Nebelhorns sicher. Von diesen waren rotierend jeweils zwei in Betrieb und der dritte diente als Ersatzsystem. Der gekalkte, runde Turmschaft verjüngt sich mit zunehmender Höhe. Um die Laterne, sowie darunter, laufen zwei Galerien um.
An den Turm schließen sich zwei flache Gebäude an; ein weiteres an der Westseite steht separiert und wurde möglicherweise später ergänzt. Von ihren Flachdächern ragen wuchtige Kamine auf. Eine Umfriedungsmauer mit einem Tor an der Südseite schließt das Areal ab.